# Парни ваљак (албум)
„Парни ваљак“ је први компилацијски и десети албум групе Парни ваљак, који је објавила издавачка кућа SUZY. Песме „Ухвати ритам“ и „Пусти нек' траје“ укључене су у избор уз сагласност издавачке куће Југотон.

## Списак песама
| р. бр | назив песме                            | албум                      | трајање |
| ----- | -------------------------------------- | -------------------------- | ------- |
| А1    | „Храст“                                | Градске приче              | 3:09    |
| А2    | „Неда“                                 | Вруће игре                 | 3:02    |
| А3    | „Она је тако проклето млада“           | Вруће игре                 | 2:46    |
| А4    | „Моје дневне параноје“                 | Вријеме је на нашој страни | 3:22    |
| А5    | „Ма 'ајде (гледај ствари мојим очима)“ | Главном улицом             | 2:52    |
| А6    | „Не зови“                              | Главном улицом             | 2:37    |
| А7    | „Као ти“                               | Вријеме је на нашој страни | 3:21    |
| А8    | „Ухвати ритам“                         | Ухвати ритам               | 4:07    |
| Б1    | „Страница дневника“                    | Градске приче              | 4:42    |
| Б2    | „Хвала ти“                             | Вруће игре                 | 4:44    |
| Б3    | „Само сјећања“                         | Вруће игре                 | 3:54    |
| Б4    | „Сташка“                               | Вријеме је на нашој страни | 4:16    |
| Б5    | „Хајде кажи поштено“                   | Главном улицом             | 4:02    |
| Б6    | „Пусти нек' траје“                     | Ухвати ритам               | 3:51    |